# Antoinette Louise Marie Crozat de Thiers
 (mai 2022).
Si vous disposez d'ouvrages ou d'articles de référence ou si vous connaissez des sites web de qualité traitant du thème abordé ici, merci de compléter l'article en donnant les références utiles à sa vérifiabilité et en les liant à la section « Notes et références ».
Antoinette Louise Marie Crozat, dame de la baronnie de Thiers, est une aristocrate française née à Paris (paroisse Saint-Roch), le 28 avril 1731 et décédée à Glatigny, hameau de Versailles le 30 mai 1809.

## Biographie
Louise est la fille ainée de Louis Antoine Crozat (1700-1770) et de Marie Louise Augustine de Laval (1712-1776). Elle a deux sœurs cadettes : Louise Augustine Salbigothon Crozat de Thiers, dame de Lafauche (1733-1813) qui épouse en 1752 Victor François de Broglie, et Louise Thérèse Crozat de Thiers (1735-1761), qui épouse en 1755 le marquis Armand Louis de Béthune.
Le 19 mars 1749, elle épouse le comte Joachim Casimir Léon de Béthune-Selles, brigadier des armées du roi, lieutenant général pour le Roi de la province d'Artois, gouverneur des ville et citadelle d'Arras.
Leur fille Louise Charlotte de Béthune (1759-1818), hérite du château de Thugny-Trugny, qu'elle transmet à son fils unique, René Louis Victor de La Tour du Pin.

### Portrait
Jean-Marc Nattier peint en 1733 Antoinette Louise auprès de sa mère Louise-Augustine de Montmorency Laval.